# Sotensko pri Šmarju
Sotensko pri Šmarju je naselje v Občini Šmarje pri Jelšah.